# Alitta succinea
Alitta succinea  (лат.) — вид многощетинковых червей семейства нереид. Распространён в морских водах Европы и Северо-Западной Атлантики, а также в заливе Мэн и у берегов Южной Африки. Достигает длины 15 см. Окраска тела красновато-коричневого цвета. На голове имеется две пары глаз, пара сенсорных щупалец, и множество щупалец. Голова состоит из двух сегментов. Последний сегмент тела известен как пигидий. 
Вид играет значительную роль в питании многих рыб.